# Asō Takeharu
Asō Takeharu (jap. 麻生 武治; * 21. November 1899 in Azabu, Stadt Tokio (heute: Minato, Tokio), Japan; † 30. Mai 1993) war ein japanischer Bergsteiger, Nordischer Skisportler und Leichtathlet.

## Werdegang
Asō studierte an der Waseda-Universität und war später auch an der Deutschen Hochschule für Leibesübungen in Berlin. Als Bergsteiger gelang ihm u. a. als einem der ersten Japaner 1923 die Besteigung des Matterhorns in der Schweiz und 1924 jene des Yarigatakes in Japan im Winter mit Skiern.
Bei den Olympischen Winterspielen 1928 in St. Moritz gehörte er der japanischen Delegation im Nordischen Skisport an. Die japanischen Skisportler gaben damals ihr Debüt bei Olympischen Winterspielen. Asō war für die beiden Skilanglaufwettbewerbe vorgesehen, scheiterte aber an der internen Qualifikation für den Wettbewerb über 18 km. Beim Dauerlauf über 50 km musste er an 27. Stelle liegend kurz vor dem 38. Kilometer aufgeben. Mit seinem Start an diesem Wettbewerb zählt er als erster japanischer Teilnehmer an olympischen Skilaufwettbewerben.
Danach lebte er einige Zeit in Norwegen und nahm 1930 an den FIS-Rennen in Oslo teil, die später zu den 7. Nordischen Skiweltmeisterschaften erklärt wurden. Auch hier startete er wieder im Skilanglauf über 50 km und erreichte dabei den 63. Rang.
An den Olympischen Winterspielen von 1932 in Lake Placid nahm er als Trainer der japanischen nordischen Skisportler teil.
In Ergebnislisten wird sein Name vereinfacht auch als Take Aso bzw. unter der Fehllesung Takeji Aso genannt.